# Сьома подорож Сіндбада
«Сьома подорож Сіндбада» (англ. The Seventh Voyage Of Sinbad) — американський пригодницький фільм-казка про чергову подорож легендарного мореплавця з книги «Тисяча і одна ніч». Поставлений на студії Columbia Pictures режисером Натаном Юраном і вийшов у прокат в 1958 році. Це перший фільм з трилогії про Сіндбада, створеної творчим тандемом продюсера Чарлза Г. Шніра і майстра спеціальних ефектів Рея Гаррігаузена. Картину включено до Національного реєстру фільмів США.
Сюжет фільму не збігається з літературним джерелом і являє собою вільний переказ відразу декількох подорожей Сіндбада.
Українською мовою фільм озвучено Так Треба Продакшн на замовлення телеканалу Інтер, де цей фільм і транслювався.

## Сюжет
Під час чергового плавання мореплавець зі своїми товаришами потрапляє в густий туман і збивається з курсу. Команда висаджується на найближчий острів, де сподівається знайти воду і харчі. Сіндбад знаходить печеру, звідки вибігає чарівник Сокура, що рятується від циклопа. Сіндбад і його команда дають Сокурі час викликати джинна, котрий приховує команду магічною пеленою. Але циклоп наосліп топить шлюпку і лампа з джином губиться. Чарівник обіцяє показати де на острові сховано незліченні скарби за повернення лампи. Попри прохання Сокури, Сіндбад відмовляється повернутися на острів, оскільки на кораблі знаходиться Паріса, принцеса держави Чандра. Сіндбад закоханий у неї, і їхній шлюб повинен стати гарантом миру між Багдадом і Чандрою.
Після повернення Сіндбада в Багдад готується весілля. Батько Паріси, султан Чандри, прибуває як почесний гість. Під час бенкету на честь султана чаклун Сокура демонструє своє мистецтво магії, тимчасово перетворюючи служницю принцеси на суміш жінки й змії. Попри це, халіф Багдада відмовляється допомогти Сокуру повернутися на острів циклопів. Той пророкує війну, якщо не повернеться на острів, але халіф незворушний. Тоді чаклун вночі таємно накладає на принцесу злі чари — у багато разів зменшує дівчину. Вражений султан Чандри в гніві погрожує багдадському халіфу війною. Сіндбад і халіф змушені звернутися до Сокури, який готовий розвіяти чари, якщо Сіндбад принесе йому для зілля шкаралупу яєць двоголового птаха Рух з острова циклопів. Мореплавець знову закликає своїх друзів у плавання, але для здійснення такого небезпечного задуму моряків недостатньо. Сіндбад змушений залучити в команду ув'язнених з в'язниці халіфа.
Під час плавання злочинці підіймають бунт і ув'язнюють команду в трюмі. Проте корабель пливе через місце, де живуть морські демони, що зводять з розуму заколотників своїм виттям. Сіндбаду з командою вдається пережити це і з допомогою Сокури знайти прохід між скелями.
На острові команда поділяється на дві групи. Загін, очолюваний Сіндбадом, спокушається скарбами й починає грабунок. Тоді їх схоплює циклоп і кидає в клітку. Залишений на свободі Сокура відмовляється прийти на допомогу капітану, а сам вирушає шукати лампу. Натомість принцеса Паріса відкриває клітку героям удається втекти. В ході сутички з циклопом гинуть кілька товаришів Сіндбада. Той осліплює циклопа, а потім хитрістю заманює його до краю прірви. Сокура знаходить свою чарівну лампу в скарбниці циклопів, але Сіндбад забирає її, обіцяючи віддати після того, як чарівник зніме чари з принцеси. Мініатюрна Паріса проникає в чарівну лампу і дружиться з Барані, хлопчиком-джином. В обмін на обіцяну свободу Барані повідомляє принцесі заклинання, що викликає його з лампи. Ціною життя люди з загону Сіндбада добувають шкаралупу яйця птаха Рух.
Сокура приводить Сіндбада й принцесу у свій замок, де повертає принцесі нормальний зріст, Але за це він вимагає від Сіндбада повернути чарівну лампу. Не довіряючи чаклуну, Сіндбад обіцяє повернути лампу, щойно вони повернуться на корабель. Сокура намагається вбити Сіндбада, нацьковуючи на нього оживленого воїна-скелета, якого Сіндбад перемагає. За допомоги джина Сіндбад і Паріса вибираються з печери Сокури. По дорозі вони кидають лампу у вогняну річку, оскільки тільки так джин може вийти на свободу. На них нападає циклоп, але сторожовий дракон Сокури перемагає його. Сокура веде його за Сіндбадом, та моряки застрелюють чудовисько з балісти. Впавши, дракон розчавлює собою Сокуру.
На борту Сіндбада, Парісу та команду зустрічає звільнений Барані, що став юнгою Сіндбада. Як весільний подарунок він наповнив каюту майбутніх молодят скарбами циклопів.

## В ролях
| Актор          | Роль                 |
| -------------- | -------------------- |
| Кервін Метьюз  | Сіндбад-мореплавець  |
| Кетрін Кросбі  | принцеса Паріса      |
| Річард Ейр     | джин                 |
| Торін Тетчер   | чаклун Сокура        |
| Алек Манго     | халіф Багдадський    |
| Денні Грін     | Карім                |
| Гарольд Каскет | султан батько Паріси |
| Альфред Браун  | Гаруфа               |

## Критика
Відгуки критиків переважно позитивні. Особлива увага приділяється спецефектам Рея Гаррігаузена. «Кервін Метьюз створює Сіндбада привабливим, швидше більш стриманим, ніж бравурним; Кетрін Кросбі чарівна в ролі принцеси; у Торіна Тетчера досить зловісний для чаклуна погляд <…> Але це не той фільм, в якому гра акторів має велике значення. Це в першу чергу видовище, дія відбувається швидко і майже безперервно. Рей Гаррігаузен, який відповідав за візуальні ефекти, виступає як головний герой цього твору». При цьому критиками нерідко підкреслювалася надмірна еклектика всіх трьох фільмів про Сіндбада: «трилогія <…> цих фільмів якнайкраще відповідала чисто американському „вавилонському стовпотворінню“. Де ще можна здійснити подорож з Багдада до Південного полюса в єгипетську гробницю по Світло Аполлона?»

Абсолютно невідомий в СРСР жанр і неймовірні для свого часу спецефекти зробили фільм справжнім лідером прокату. «У радянські часи, коли західна культура текла до нас вузеньким струмочком, буквально нескінченним хітом пацанів стала „Сьома подорож Сіндбада“. Звичайно, американці не могли обійтися без інтриги, вигадавши лиходія, який бореться з героєм, а також любовної лінії, якої в арабських казках немає й близько». Питання допустимого співвідношення прибутковості в прокаті і кількості іноземних фільмів контролювався вищими ідеологічними органами СРСР. В одній з доповідей в ідеологічну комісію ЦК КПРС повідомлялося: 
|   | якщо радянська картина «Проста історія» демонструвалася по 7 днів, то слабкі в художньому стосунку буржуазні фільми «Подорож Сіндбада» — 21 день, «Римські канікули» — 12 днів…» |
| — | |

.